# Luis Sand
Luis Sand (* 20. Juni 1909 in Bozen; † 6. April 1981 ebenda) war ein Südtiroler Jurist und Politiker.
Sand, Sohn eines Uhrmachers, besuchte das Franziskanergymnasium Bozen und legte seine Matura 1927 in Klagenfurt ab. Anschließend absolvierte er ein Studium der Rechtswissenschaften, das er 1931 an der Universität Modena abschloss. In den Jahren 1935 und 1936 kämpfte er im Abessinienkrieg. Zurück in Südtirol arbeitete er als Rechtsanwalt in Bozen und Sarnthein. Nach dem Zweiten Weltkrieg engagierte er sich in der Südtiroler Volkspartei (SVP), für die er im Wahlkreis Bozen 1958 und 1963 für jeweils fünf Jahre in den italienischen Senat gewählt wurde. Als Strafverteidiger war er in mehrere aufsehenerregende Prozesse der 50er- und 60er-Jahre involviert, darunter jene gegen die „Pfunderer Buam“ und im Umfeld des BAS. Auf politischer Ebene nahm er gleichzeitig an den Verhandlungen zur Autonomie Südtirols teil, etwa 1960 als Angehöriger der österreichischen Delegation zusammen mit Alfons Benedikter und Friedl Volgger bei der Behandlung der Südtirolfrage bei den Vereinten Nationen. Sand war auch erster Präsident des Ende 1945 begründeten SSV Bozen.